# Księstwo Benewentu

Księstwo Benewentu w VIII wieku

Księstwo Benewentu na mapie Italii w roku 1000

Księstwo Benewentu – księstwo założone w południowej Italii w 571 roku przez longobardzkiego księcia Zotto. Nazwa pochodzi od miasta Benewent, będącego jego stolicą.
W 774 roku, po podboju Królestwa Longobardów przez Karola Wielkiego, Księstwo Benewentu pozostało przez pewien czas niezależne, a jego władca Arechis II uzyskał tytuł książęcy. 
Po konfliktach (w tym po wypędzeniu dziedzicznych książąt przez lud w 1050 oraz wskutek ekspansji Normanów), księstwo zostało w latach 1051 i 1053 stopniowo podporządkowane papiestwu. Po ponownym podboju przez Normanów (ok. 1074) mianem księcia Benewentu tytułował się (od 1078) ich władca Robert Guiscard, który jednak w 1081 ponownie przekazał księstwo pod władzę papieską (Państwa Kościelnego). 
Księstwo odnowiono w latach 1806-1815, a tytuł księcia Benewentu nosił Talleyrand - Wielki Szambelan i minister napoleoński. 